# Bistum Sendai
Das Bistum Sendai (lat.: Dioecesis Sendaiensis, jap. カトリック仙台教区, katorikku Sendai kyōku) ist eine in Japan gelegene römisch-katholische Diözese mit Sitz in Sendai.

## Geschichte
Papst Leo XIII. gründete das Apostolische Vikariat Hakodate  am 4. April 1891, aus Gebietsabtretungen des Apostolischen Vikariat Nordjapan. Mit dem Breve Non maius Nobis wurde es am 15. Juni des gleichen Jahres zum Bistum erhoben, das dem Erzbistum Tokio als Suffragandiözese unterstellt wurde.
Gemäß dem Dekret Cum dioecesis der Congregatio de Propaganda Fide verlegte es am 9. März 1936 den Bischofssitz von Hakodate nach Sendai und nahm den jetzigen Namen an.
Es verlor später Teile seines Territoriums zugunsten der Errichtung neuer Bistümer:
- 13. August 1912 an die Apostolische Präfektur Niigata;
- 12. Februar 1915 an das Apostolische Präfektur Sapporo.

## Territorium
Das Bistum Sendai umfasst die Präfekturen Aomori, Fukushima, Iwate und Miyagi im Norden der Insel Honshū.

## Ordinarien

### Apostolischer Vikar von Hakodate
- Alexandre Berlioz MEP (24. April 1891 – 15. Juni 1891)

### Bischöfe von Hakodate
- Alexandre Berlioz MEP (15. Juni 1891 – 25. Juli 1927)
- Marie-Joseph Lemieux OP (3. Dezember 1935 – 9. März 1936)

### Bischöfe von Sendai
- Marie-Joseph Lemieux OP (9. März 1936 – 16. Januar 1941)
- Michael Wasaburo Urakawa (20. November 1941 – 26. November 1953)
- Petro Arikata Kobayashi (21. Februar 1954 – 24. Januar 1976)
- Raymond Augustin Chihiro Satō OP (24. Januar 1976 – 19. Juni 1998)
- Francis Xavier Osamu Mizobe SDB (10. Mai 2000 – 14. Mai 2004, dann Bischof von Takamatsu)
- Martin Tetsuo Hiraga (10. Dezember 2005 – 18. März 2020)
- Edgar Gacutan CICM (seit 8. Dezember 2021)

## Statistik
| Jahr | Bevölkerung | Bevölkerung | Bevölkerung | Priester     | Priester         | Priester       | Priester               | Ständige Diakone | Ordensleute  | Ordensleute      | Pfarreien |
| Jahr | Katholiken  | Einwohner   | %           | Gesamtanzahl | Diözesanpriester | Ordenspriester | Katholiken je Priester | Ständige Diakone | Ordensbrüder | Ordensschwestern | Pfarreien |
| ---- | ----------- | ----------- | ----------- | ------------ | ---------------- | -------------- | ---------------------- | ---------------- | ------------ | ---------------- | --------- |
| 1950 | 5.677       | 6.635.317   | 0,1         | 52           | 21               | 31             | 109                    |                  | 36           | 299              | 22        |
| 1969 | 12.541      | 6.557.000   | 0,2         | 40           | 27               | 13             | 313                    |                  | 18           | 337              | 52        |
| 1980 | 12.336      | 7.013.198   | 0,2         | 82           | 29               | 53             | 150                    |                  | 60           | 334              | 57        |
| 1990 | 11.816      | 7.255.210   | 0,2         | 74           | 27               | 47             | 159                    |                  | 52           | 319              | 57        |
| 2000 | 10.872      | 7.393.347   | 0,1         | 65           | 28               | 37             | 167                    |                  | 41           | 300              | 67        |
| 2004 | 10.947      | 7.332.874   | 0,1         | 50           | 27               | 23             | 218                    |                  | 29           | 289              | 56        |
| 2010 | 10.949      | 7.167.150   | 0,2         | 39           | 22               | 17             | 280                    |                  | 24           | 258              | 53        |
| 2022 | 9.653       | 6.527.419   | 0,1         | 26           | 14               | 12             | 371                    |                  | 12           | 144              | 52        |